# Jugendserie
Jugendserie bezeichnet eine vornehmlich für jugendliches Publikum entwickelte Serie. Meist wird die Bezeichnung im Zusammenhang mit Hörspiel- oder Fernsehserien (auch als Scheinanglizismus Teenie-Serie) verwendet.

## Fernsehen
Speziell an Jugendlichen orientierte Fernsehserien handeln meist von einer Gruppe Jugendlicher und ihrem langsamen Erwachsenwerden. Die Konzentration auf diese Jugendgruppe führt dazu, dass im Zentrum der Folgen zumeist alterstypische Probleme stehen wie Liebe, Freundschaft, Schule, Ausbildung, Selbstfindung, Anpassungsdruck oder die Pubertät. Die Zielgruppe ist meistens im Alter der Figuren und wird mit ihnen älter.
Nachdem es auch früher Serien gab, in denen vornehmlich Jugendliche auftraten (wie das in den 1960er-Jahren spielende Happy Days (1974–1984) mit dem späteren Regisseur Ron Howard), wurden sie wieder sehr populär mit Beverly Hills, 90210 (1990–2000) und Melrose Place (1992–1999). Andere Serien waren Heartbreak High (Australien, 1994–1999), Party of Five (mit Neve Campbell und Jennifer Love Hewitt), Dawson’s Creek (mit James van der Beek) und One Tree Hill (2003–2012, mit Chad Michael Murray). Die erfolgreichste deutsche Jugendserie der letzten Zeit war Berlin, Berlin mit Felicitas Woll.
Einige Serien vermischen Elemente Jugendserie mit anderen Genres, so Fantasy- (Smallville), Horror- (Buffy – Im Bann der Dämonen) oder Krimihandlungen (Veronica Mars).
Dass die jungen Darsteller nach dem Ende der Serie auch als Erwachsene im Kino mit Hauptrollen Erfolge haben, ist eher selten. Die zweifache Oscar-Gewinnerin Hilary Swank stieg zum Beispiel bereits nach einer halben Staffel bei Beverly Hills, 90210 wieder aus, weil sie den jugendlichen Zuschauern (und den Produzenten) nicht attraktiv genug war. Michelle Williams aus Dawson’s Creek wurde für ihre Darstellung in dem Film Brokeback Mountain für den Golden Globe nominiert. Claire Danes hatte bereits Mitte der 1990er-Jahre die Hauptrolle in Willkommen im Leben gespielt. An einer Schule spielte die Krimiserie 21 Jump Street, mit der Johnny Depp als Undercover-Polizist zum Teenie-Star wider Willen avancierte.